# Fukaj
Fukaj, właśc. Aleksander Wasiluk, znany również jako Fukajot (ur. 23 lipca 2003 w Szczecinie) – polski piosenkarz popowy, autor tekstów, członek SBM Label. Współpracował z takimi producentami jak Charlie Moncler czy Kubi Producent, z którym wydał płytę Chaos.

## Życiorys

### Początki kariery
Karierę hip-hopową zaczął w 2019 roku, występując gościnnie w utworze „Preludium” Kaxa, opublikowanym 10 czerwca 2019 roku w serwisie YouTube. Pół roku później, 6 grudnia 2019, opublikował singel „Trademark”, wyprodukowany przez Charliego Monclera, również opublikowany w serwisie YouTube. 17 stycznia 2020, opublikowany został kolejny singel wyprodukowany przez Kaxa pt. „Uwierz”. 18 lutego 2020, premierę miał singel zatytułowany „Owoce”.

### #Hot16challenge2i SBM Starter
W ramach transmisji charytatywnej organizowanej przez Matę wysłano dotację zachęcającą rapera do odsłuchania utworu „Owoce”. Raper wydał pozytywną opinię na temat utworu, przez co Fukajem zaczęły interesować się media. Niedługo później Quebonafide nominował go do akcji Hot16Challenge2. Jeszcze w roku 2020 raper wziął udział w trzeciej edycji SBM Starter – inicjatywie organizowanej przez SBM Label w celu wypromowania mniejszych artystów, w której wziął udział m.in. Szczyl. W ramach Starteru na kanale YouTube SBM Starter opublikowano utwory „Owoce 3”, „Balon,” „Kaptur” oraz „Wczoraj” (dwa ostatnie nagrane jako utwory tworzące spójną historię, zatytułowane „Kaptur/Wczoraj”, wraz z innym uczestnikiem – Szczylem).

### SBM Label (2021)
21 stycznia 2021 roku wytwórnia SBM Label poinformowała o dołączeniu rapera do wytwórni, wraz z wydaniem pierwszego singla promującego album Chaos zatytułowany „Światła miasta”, będącym również pierwszym utworem duetu Fukaj & Kubi Producent. Następny singel promujący płytę pt. „Marvin Gaye” został opublikowany 24 lutego 2021 roku. W 2021 roku opublikowano jeszcze trzy single promujące album - „Dom diabła”, „Ogród” oraz „Zatapiamy się” z gościnnym udziałem Vito Bambino. Płyta została opublikowana w serwisach streamingowych 9 czerwca wraz z bonusowym EP zatytułowanym 7 dni odpoczynku. Wszystkie piosenki z płyty został wyprodukowane przez Kubiego Producenta. Według Fukaja, oba albumy zostały stworzone w 9 miesięcy. 11 sierpnia 2021 roku singel „Owoce 3” otrzymał status złotej płyty.

### Hotel MaffijaiPreludium(2022-2024)
W 2022 roku Wasiluk wziął udział w projekcie Hotel Maffija 2, po czym wydał singel o nazwie „Pre-preludium” z utworami „Przegrałem z Fukajem" i „Nocą pt. 1", które miały zapowiadać album Preludium. Następny singel pt. „Gram coś na gitarze, choć nie umiem", ukazał się w sierpniu. Następnie opublikowany został singel „Wszystko to tylko…" zawierający utwory „Ostatni dzień ostatniego lata" i „Dałbym wszystko co mam". W marcu 2023 Fukaj opublikował single „Aloha” oraz „Pada deszcz”, a w maju „Tatuaże”. W czerwcu ukazał się utwór „Owoce 33” z Matą, a w lipcu „Nie ma Cię" z gościnnym udziałem Bambi. Album Preludium ukazał się 21 lipca, a 4 sierpnia została w serwisach streamingowych udostępniona wersja deluxe albumu. Wydawnictwo osiągnęło status złotej płyty jeszcze przed premierą albumu. Fukaj uczestniczył również w nagraniach do projektu Hotel Maffija 3, który ukazał się 11 sierpnia 2023.
24 października raper opublikował singel „Takie mam", promujący czekolady What the snack's firmy Wedel, a przy okazji trasę koncertową To wszystko to tylko Tour. 28 grudnia płyta Preludium osiągnęła status platynowej płyty.
22 Marca 2024 roku Fukaj gościnnie wystąpił w utworze "Woda księżycowa" autorstwa Kubiego Producenta. 31 maja opublikował singel "W tym szaleństwie jest metoda".
5 kwietnia 2025 r. wystąpił gościnnie z Bambi, Stickxr'em i Kubi Producentem na Fryderykach 2025 wykonując na żywo w TVP utwór „Woda Księżycowa”.

## Dyskografia
- 2021: Chaos (oraz Kubi Producent) – złota płyta[38]
- 2021: 7 dni odpoczynku EP (oraz Kubi Producent)
- 2023: Preludium (oraz charlie moncler) – platynowa płyta[34]

- 2023: I nie zmienia się nic EP (oraz charlie moncler)

- 2025: Interludium EP (oraz charlie moncler)